# Carisey
Carisey é uma comuna francesa na região administrativa de Borgonha-Franco-Condado, no departamento de Yonne. Estende-se por uma área de 11,05 km². Em 2010 a comuna tinha 361 habitantes (densidade: 32,7 hab./km²).